# Radio Millennium
Radio Millennium è un'emittente radiofonica privata italiana con sede a Milano.

## Storia
Radio Millennium nasce esattamente il 1º gennaio 2000 a Busto Arsizio, dalle ceneri di Radio Studio 5, acquisita precedentemente dalla società di audio produzioni Elite Studio di Andrea Ronchi.

## Programmi in onda
| Programma                | Giorni e orari                               | Conduttore                  |
| ------------------------ | -------------------------------------------- | --------------------------- |
| A qualcuno piace presto  | dal lunedì al venerdì 07/10                  | Renato Tradico e Sara Milan |
| La Mattina di Millennium | dal lunedì al venerdì 10/13                  | Roberto Frangipane          |
| play                     | dal lunedì al venerdì 14/17                  | Simone Brivio               |
| MILLENNIUM CHART         | dal lunedì al venerdì 18/19                  | Andrea Dani                 |
| Power '90                | dal lunedì al venerdì dalle 19.00 alle 20.00 | Matteo Crema                |
| MilleNewHits             | sabato dalle 10.00 alle 10.30                | Simone Brivio               |
| MilleNewHits             | domenica dalle 17.00 alle 17.30              | Simone Brivio               |
| Main Zone                | sabato dalle 22.00 alle 23.00                | Manuela Doriani             |
| Mixlennium               | sabato dalle 23.00 alle 00.00                | Matteo Crema                |
| My House                 | sabato dalle 00.00 alle 01.00                | Simone Chiavistelli         |

## Conduttori

### Attuali
Elenco aggiornato al 20 maggio 2021
- Andrea Dani
- Roberto Frangipane
- Renato Tradico
- Sara Milan
- Alberto Zanni
- Simone Brivio
- Matteo Crema
- Simone Chiavistelli
- I Datura
- Marcello Moronesi
- Manuela Doriani